# Citlaltépetl, Álamo Temapache
Citlaltépetl är en ort i Mexiko.   Den ligger i kommunen Álamo Temapache och delstaten Veracruz, i den sydöstra delen av landet, 220 km nordost om huvudstaden Mexico City. Citlaltépetl ligger 43 meter över havet och antalet invånare är 517.
Terrängen runt Citlaltépetl är huvudsakligen platt, men österut är den kuperad. Terrängen runt Citlaltépetl sluttar norrut. Runt Citlaltépetl är det ganska tätbefolkat, med 65 invånare per kvadratkilometer. Närmaste större samhälle är Álamo, 8,8 km nordväst om Citlaltépetl. Trakten runt Citlaltépetl består till största delen av jordbruksmark.